# Wessele (Nikopol, Perschotrawnewe)
Wessele (ukrainisch Веселе; russisch Веселое Wesseloje) ist ein Dorf in der Ukraine mit etwa 950 Einwohnern (2006).
Das Dorf liegt im Rajon Nikopol in der zentralukrainischen Oblast Dnipropetrowsk 45 km nördlich vom Rajonzentrum Nikopol an der Territorialstraße T–0435.
Am 12. Juni 2020 wurde das Dorf ein Teil der neugegründeten Landgemeinde Perschotrawnewe, bis dahin bildete es zusammen mit den Dörfern Sachidne und Schidne die gleichnamige Landratsgemeinde Krynytschuwate (Криничуватська сільська рада/Krynytschuwatska silska rada) im Norden des Rajons Nikopol.